# Италијанска књижевност
Италијанска књижевност је књижевност писана на италијанском језику, првенствено у Италији, али исто тако и књижевност писана у Италији на другим језицима, или књижевно стваралаштво Италијана широм света. Њени почеци сежу у позни средњи век, када су на окситанском језику, којим се говорило у деловима северне Италије, написана прва књижевна дела. Пре тога књижевност настаје углавном на латинском, практичног је карактера и долази из редова црквењака и њихових ученика.
Истакнута имена италијанске књижевности су тоскански писци трецента Данте Алигијери, Франческо Петрарка и Ђовани Бокачо, који ударају темеље италијанском књижевном језику. Николо Макијавели (16. век) даје допринос светској политичкој филозофији. Лодовико Ариосто и Торквато Тасо су значајни писци епова. Карло Голдони је реформатор комедије у 18 веку. Уго Фосколо, Алесандро Манцони и Ђакомо Леопарди делују у временима обележеним баштином Француске револуције и Наполеоном. Манзони је битна фигура светског романа, и модел за италијански књижевни језик и стил уочи и након уједињења Италије. Луиђи Пирандело почетком 20. века најављује авангардна кретања и сматра се претечом театра апсурда. Итало Свево је аутор првог италијанског психолошког романа. Филипо Томазо Маринети је творац Футуристичког манифеста. Алберто Моравија утемељује неореализам. У другој половини 20. века истакнута имена су Итало Калвино, Умберто Ецо, Дарио Фо и други.

## Почеци
Најстаријим италијанским текстом се обично сматра „Placito di Capua” из 960. године, а први опсежнији књижевни текст је „Ritmo giullaresco toscano” из 12. века. „Права” литерарна дела на народном италијанском настају од 13. века. Пре тога књижевност настаје на латинском, практичног је карактера, и пишу је углавном припадници црквених кругова и њихови ученици. Италијанска књижевност се формира нешто касније него француска. У почецима је под провансалским утицајем. Француска проза и баладе популарне су међу ученим Италијанима у 12, 13, и 14. веку. Француски путујући забављачи рецитирају стихове по северној Италији. Настаје и хибридна франко-венецијанска књижевност, већим делом анонимна. Меша француску базу и мотиве са елементима северноиталијанских дијалеката. Писци тог времена, венецијанац Мартино да Канал и фирентинац Брунето Латини, знатно боље баратају француским језиком, а песници (нпр. Сордело из Мантове) пишу стихове на провансалском (окцитанском), и под утицајем су трубадурске традиције.
Кроз деловање Сицилијанске школе (од 1230) књижевност показује прве знакове униформности, а профилира се и прва позната варијанта стандардног италијанског језика. Припадници школе су сардинијски краљ Ензио, Пјетро дела Вигна, Ингхилфреди, Гуидо и Одо деле Колоне, Јакопо д'Аквино, Руђери Апуглисе, Ђакомо да Лентини, Ариго Теста и други. Пишу љубавне песме, делом по провансалском узору.

## 14. век: Данте, Петрарка, Бокачо
Великани трецента Данте, Петрарка и Бокачо своја најважнија дела пишу на пучком дијалекту богате и развијене Фиренце, који ће вековима касније постати модел за књижевни италијански језик.
Песник Данте Алигијери (1265–1321), аутор Божанствене комедије, рођен је у племићкој породици у Фиренци. Своју песничку инспирацију Беатрису сусреће 1274. Њена смрт 1290. га дубоко погађа. Кризу превладава удубљивањем у филозофска и религијска учења, чиме проширује своје образовање и стиче високо моралну свест. Противи се папиним настојањима да подвргне Тосканској црквеној власти. Након доласка папиних присташа на власт, трајно је прогнан из Фиренце. До краја живота не успева да се врати те умире у Равени. Љубавно-религиозно песништво у збирци „Младеначки живот” (La vita nuova, 1292–93) инспириано је љубављу према Беатриси, средишњој фигури Дантеовог песништва. По морално-филозофској концепцији, конструкцији, обиљу алегорија и свежини наговештава „Божанствену комедију”. Недовршено филозофско дело „Гозба” (Convivio) пише у прогонству. У расправи „О умећу говорења на народном језику” (De vulgari eloqentia, 1303–05) анализира облике и наречја италијанског језика у поређењу с другим романским језицима и утврђује 14 италијанских наречја. Сматра да у дијалектима треба наћи оно заједничко и на том темељу поступно заменити латински народним језиком. Аутор је политичке расправе „Монархија” (Monarchia, 1310–12 или 1313–17), тринаест очуваних „Епистула” (Epistole) и др.
Божанствену комедију почиње да пише 1307. или 1313, а завршава је поткрај живота. Сачињава је стотину пјевања у римованим једанаестерцима, подељених у три дела. Данте је приповедач и главни лик. Кроз Пакао, Чистилиште и Рај га воде Вергилије, Беатриче и Св. Бернард. Реч је о космолошки заокруженој алегорији човековог путовања од спознаје и испаштања кривње до спасења. На путу кроз девет кругова пакла Данте се сусреће са низом познатих ликова, јунака и својих савременика, којима је према ступњу грешности доделио одговарајуће место у паклу, не штедећи ни црквене представнике. У Дантеовом делу рефлектира се комплетан живот средњовековнога света, те је он у исто време последњи песник средњег века и први модерни песник.
- Данте Алигијери (портрет Сандра Бортичелија, 1495.)
- Прва страница старог издања Божанствене комедије
- Статуа Франческа Петрарке, Галерија Уфици, Фиренца
- Из старог издања Бокачелијевог ддела „De Casibus Virorum Illustrium”
- Вилијам Бел Скот: Ђовани Бокачо посећује Дантеову кћер

Тосканац Франческо Петрарка (1304—1374) је први хуманиста и први модерни лирски песник. Сматран је највећим писцем свога времена. Пропутовао је Европу, дописивао се с папама и краљевима. Песме које је спевао о Лаури обједињене су у познату збирку Канцонијер, која је утицала на генерације каснијих песника, и врело је најбољих одлика ренесансног песништва. Канцонијер чини 366 нумерираних песама без наслова, од чега је 317 сонета, 29 канцона, 9 сестина, 7 балада и 4 мадригала. Збирка је инспирисана песниковом платонском љубави према Лаури. Неколико сонета у Канцонијеру је усмерено против двора у Авињону.
Петраркин стих је друкчији од стихова провансалских трубадура и ранијих италијанских песника, али и од Дантеовог стиха. Његова лирика није трансцендентална ни метафизичка, није упућена на божанства и надземаљско. Концентрирана на човека, истражује његове осећаје, психологију и доживљаје те их приказује деликатном финоћом и богатим песничким сликама. Форму сонета довео је до савршенства. За разлику од Дантеа, Петрарка има ширу свест о италијанству. Везује италијански идентитет уз стари Рим и великане његове уметности и књижевности, а његова слика Италије је битно друкчија од средњовековне. По томе је претеча модерних времена и аспирација, а неки га сматрају зачетником ренесансног хуманизма. Све есеје и расправе везане уз проучавање Цицерона и римских класика написао је на латинском језику.
Ђовани Бокачо (1313-1375) афирмише форму кратке приче и битно утиче на каснији развој европске прозе. Стотину новела његове чувене збирке Децамерон уоквирено је главном причом о групи мушкараца и жена која се пред епидемијом куге повукла у идилично сеоско окружење 1348, и једни другима причају приче. У њима Бокачо описује карактере и разматра људске осећаје и страсти. Декамерон даје богату слику друштва касног средњег века са свим његовим сталежима и видовима живота. Грађа за приче вероватно потиче из усмене предаје. Петраркин је савременик и близак пријатељ. И док је Бокачо био одушевљен и занесен Дантеом, Петрарка је био уздржанији. Дантеа је видео једном у детињству и догађаја се није сећао као лепог; нагађа се да је посреди била и завист због Дантеове славе. Бокачо је под старе дане послао Петрарки „Божанствену комедију”, али Петрарка је признао да је није прочитао.

## 15. и 16. век: Ренесанса

#### Хуманизам
У 15. веку јачају хуманистичке идеје и нове концепције шваћања човека. Принчеви италијанских краљевина су покровитељи културе, оснивају библиотеке и помажу писце. Дворови постају средишта истраживања и расправа – Фиренца у време Лоренца де Медичија, Напуљ у време арагонских краљева, Милано у време владавине породице Висконти и касније Сфорза. Папински двор у Риму подупире и штити велики број италијанских и византијских учењака. Обнавља се интерес за класичну филозофију, нарочито Платона. Средином и крајем 15. века јача свест о томе да италијански дијалекти могу бити медијум за књижевност те да нису инфериорни латинском језику.
Венецијанац Пјетро Бембо у једној од првих италијанских граматика (1525) тражи да се италијански књижевни језик утемељи у тосканским моделима из 14. века, нарочито у језику којим су писали Данте, Петрарка и Бокачо. Супротног је става Ђиан Ђиорђио Трисино. У расправама што су се водиле наредних деценија превагнуло је стајалиште П. Бемба, а значајан прилог је дала активност фирентинске академије (Академија дела Круска), која је 1612. издала прво издање италијанског речника.
Витешки еп Лодовика Ариоста (1474-1533) Бесни Орландо је велико остварење италијанске ренесансе. Он спаја љубавну и ратну тематику, а писан је с елементима натприродног и иронијским ставом наспрам тематике коју је преузео из старофранцуских романа. Пјетро Арентино (1492-1556) је писац сатиричних сонета о владарима и црквеним дужносницима и низа других књижевних облика с верским и световним темама.

#### Политички мислиоци
Почетком 16. века Николо Макијавели (1469-1527) пише чувену расправу „Владимир” (Il principe, 1513), којом утемељује нову врсту политичке науке, засноване на прагматизму. Изводи је из посматрања политичких збивања његовог времена, борбе за власт и људске природе. Аутор је више историјских расправа и седам књига о умећу ратовања. У књижевности му је запажена комедија „Ла Мандрагола” (1518).
Истакнути политички теоретичар и историчар је и Франческо Гвичардини (1483-1540). Он упозорава на властите интересе оних који предузимају политичку акцију. У поређењу с Макијавелијем, његови увиди су реалистичнији, каткад и радикалнији. Његове „Политичке и грађанске успомене” (Ricordi politici e civili, 1512–30) утичу на Монтења, Франсиса Бејкона и Ла Рошефукода. У делу „Историја Италије” (Storia d'Italia 1537-1540) у 20 књига приказује период од 1494. до 1534. године, настојећи да непристрасно анализира узроке и последице историјских догађаја.
- Николо Макијавели (Санти ди Тито, друга половина 16. века .)
- Статуа Лудовика Ариоста у италијанском граду Ређо Емилија
- Бесни Орландо, певање 34 (издање Франческа Франчесчија из 1565.)
- Глумци комедије дел арте на колима на тргу (Јан Миел, 1640.)
- Харлекин и Коломбина (Ђиовани Доменико Ферети)

### Оригинални текстови и критицизми
- De Sanctis, F., Storia della letteratura italiana. Napoli, Morano, 1870
- Edmund Garratt Gardner, The National Idea in Italian Literature, Manchester, 1921
- Momigliano, A., Storia della letteratura italiana. Messina-Milano, Principato, 1936
- Sapegno, N., Compendio di storia della letteratura italiana. La Nuova Italia, 1936–47
- Croce, B., La letteratura italiana per saggi storicamente disposti. Laterza, 1956–60
- Russo, L., Compendio storico della letteratura italiana. Messina-Firenze, D'Anna, 1961
- Petronio, G., Compendio di storia della letteratura italiana. Palermo, Palumbo, 1968
- Asor Rosa, A., Sintesi di storia della letteratura italiana. Firenze, La Nuova Italia, 1986
- AA.VV., Antologia della poesia italiana, ed. C. Segre and C. Ossola. Torino, Einaudi, 1997
- De Rienzo, Giorgio, Breve storia della letteratura italiana. ISBN 978-88-452-4815-3.. Milano, Tascabili Bompiani, 2006 [1997],.
- Giudice, A., Bruni, G., Problemi e scrittori della letteratura italiana. Torino, 1973
- Bruni F., Testi e documenti. Torino, UTET, 1984
- Bruni, F. L'Italiano nelle regioni. Torino, UTET, 1997
- Ferroni, G, Storia della letteratura italiana, Milano, Mondadori, 2006